# Yoshi's Story
Yoshi's Story (Japans: ヨッシーストーリー; Yosshī Sutōrī) is een platformspel voor de Nintendo 64. Het spel werd uitgebracht op 21 december 1997. Het spel werd ontwikkeld en uitgegeven door Nintendo.

## Verhaal
Baby Bowser gebruikt een magische spreuk om de Yoshi's hun eiland te veranderen in een boek. De Super Happy Tree die het elixir van het leven is voor de Yoshi's werd ook gestolen. Gelukkig voor de Yoshi's overleefden 6 van hun eieren en ze kwamen uit. De Yoshi's die uit die eieren kwamen raakten verward omdat hun eiland een blije wereld zou moeten zijn maar in de plaats is het een sombere wereld. Ze besluiten om het eiland en de Super Happy Tree te redden.
De Yoshi's reizen door 6 verschillende pagina's met ieder 4 verschillende levels. De speler kan de levels vrijspelen door het verzamelen van harten in de pagina daarvoor (De levels van pagina 1 zijn al vrijgespeeld). Het verzamelen van één hart speelde het tweede level vrij, twee harten speelde het derde level vrij en 3 harten speelden het vierde level vrij.

## Spin-off
Een Game Boy Advance-techdemo werd gebaseerd op dit spel om de prestaties van de Game Boy Advance te tonen. Hoewel het een goed spel was bleef het een tech demo. Maar het speel kreeg wel een spin-off op de Game Boy Advance genaamd Yoshi Topsy-Turvy. Dit spel had niet dezelfde gameplay maar had dezelfde soort graphics.

## Ontvangst
Het spel verkocht 1,28 miljoen stuks in de Verenigde Staten en 2,85 miljoen stuks wereldwijd.
| Beoordeeld door                     | Platform            | Datum             | Score |
| ----------------------------------- | ------------------- | ----------------- | ----- |
| Game Play 64                        | Nintendo 64         | januari 1998      | 95%   |
| Super Play                          | Nintendo 64         | april 1998        | 90%   |
| Mega Score                          | Nintendo 64         | maart 1998        | 88%   |
| The Video Game Critic               | Nintendo 64         | 22 januari 2005   | 83%   |
| Nintendo Power Magazine             | Nintendo 64         | februari 1998     | 82%   |
| Jeuxvideo.com                       | Wii Virtual Console | 19 januari 2010   | 80%   |
| GamesCollection                     | Nintendo 64         | 2 juni 2008       | 75%   |
| Nintendo Difference                 | Nintendo 64         | 4 april 2010      | 75%   |
| Digital Press - Classic Video Games | Nintendo 64         | 28 december 2005  | 50%   |
| Nintendo Life                       | Wii Virtual Console | 18 september 2007 | 40%   |